# مارينا كامارغو
مارينا كامارغو (بالبرتغالية: Marina Camargo‏) هي رسامة برازيلية، ولدت في 1980 في ماسايو في البرازيل.